# Phylloderma stenops
Phylloderma stenops — вид родини листконосові (Phyllostomidae), ссавець ряду лиликоподібні (Vespertilioniformes, seu Chiroptera).

## Середовище проживання
Країни поширення: Беліз, Болівія, Бразилія, Колумбія, Коста-Рика, Еквадор, Французька Гвіана, Гватемала, Гаяна, Гондурас, Мексика, Панама, Перу, Суринам, Венесуела. Проживає від низовини до 2600 м. Значною мірою пов'язаний з тропічними вічнозеленими лісами.

## Екологія
Їсть фрукти, а також комах. Самиці народжують одне дитинча. Ці кажани знаходяться навколо струмків і боліт.

## Морфологічні особливості
Голова і тіло довжиною 85—120 мм, хвіст 16—22 мм, передпліччя 67—80 мм. Забарвлення темно-коричневе зверху, від жовтувато-коричневого до блідо-коричневого знизу.